# Fontanile
Fontanile é uma comuna italiana da região do Piemonte, província de Asti, com cerca de 542 habitantes. Estende-se por uma área de 8 km², tendo uma densidade populacional de 68 hab/km². Faz fronteira com Alice Bel Colle (AL), Castel Boglione, Castel Rocchero, Castelletto Molina, Mombaruzzo, Nizza Monferrato, Quaranti.

## Demografia
| Variação demográfica do município entre 1861 e 2011                               |
|                                                                                   |
| Fonte: Istituto Nazionale di Statistica (ISTAT) - Elaboração gráfica da Wikipedia |